# Victor J. Stenger
Victor J. Stenger, född 29 januari 1935 i Bayonne i New Jersey, död 25 augusti 2014 på Hawaii, var en amerikansk professor emeritus i fysik och astronomi vid Hawaiis universitet och adjungerad professor i filosofi vid University of Colorado. Stenger arbetade med partikelfysik och är en känd kritiker av intelligent design och andra, som han menade är pseudovetenskapliga idéer. Han publicerade att antal böcker avsedda för vanliga läsare inom fysik och kosmologi samt filosofi, religion och pseudovetenskap. Hans bok God: the Failed Hypothesis var nummer 21 på New York Times bestsellerlista den 11 mars 2007.

## Akademiska examina
- B.S., Electrical Engineering, Newark College of Engineering (now New Jersey Institute of Technology), 1956.
- M.S., Physics, UCLA, 1958.
- Ph. D., Physics, UCLA, 1963. Avhandling: Low Energy K+d Scattering and the I = 0 KN Interaction (Harold K. Ticho, advisor)

## Andra meriter
- President, Humanists Hawaii 1990-1994
- Member of American Physical Society
- Member of Editorial Board, Free Inquiry
- Member of Society of Humanist Philosophers
- Fellow of the Committee for Skeptical Inquiry
- Fellow of the Center for Inquiry
- President, Colorado Citizens for Science 2002-2006